# Mésorégion métropolitaine de Belém

Localisation de la mésorégion métropolitaine de Belém

La mésorégion métropolitaine de Belém est une des six mésorégions de l'État du Pará. Elle est formée par la réunion de onze municipalités regroupées en deux microrégions. Elle couvre une superficie de 6 890 km2 pour une population de 2 086 037 habitants (IBGE 2006). Son IDH est de 0,785 (PNUD/2000). Elle fait frontière avec le Guyana et le Suriname.

## Microrégions
- Belém
- Castanhal

## Mésorégions limitrophes
- Marajó
- Nord-Est du Pará